# Thomas Greanias

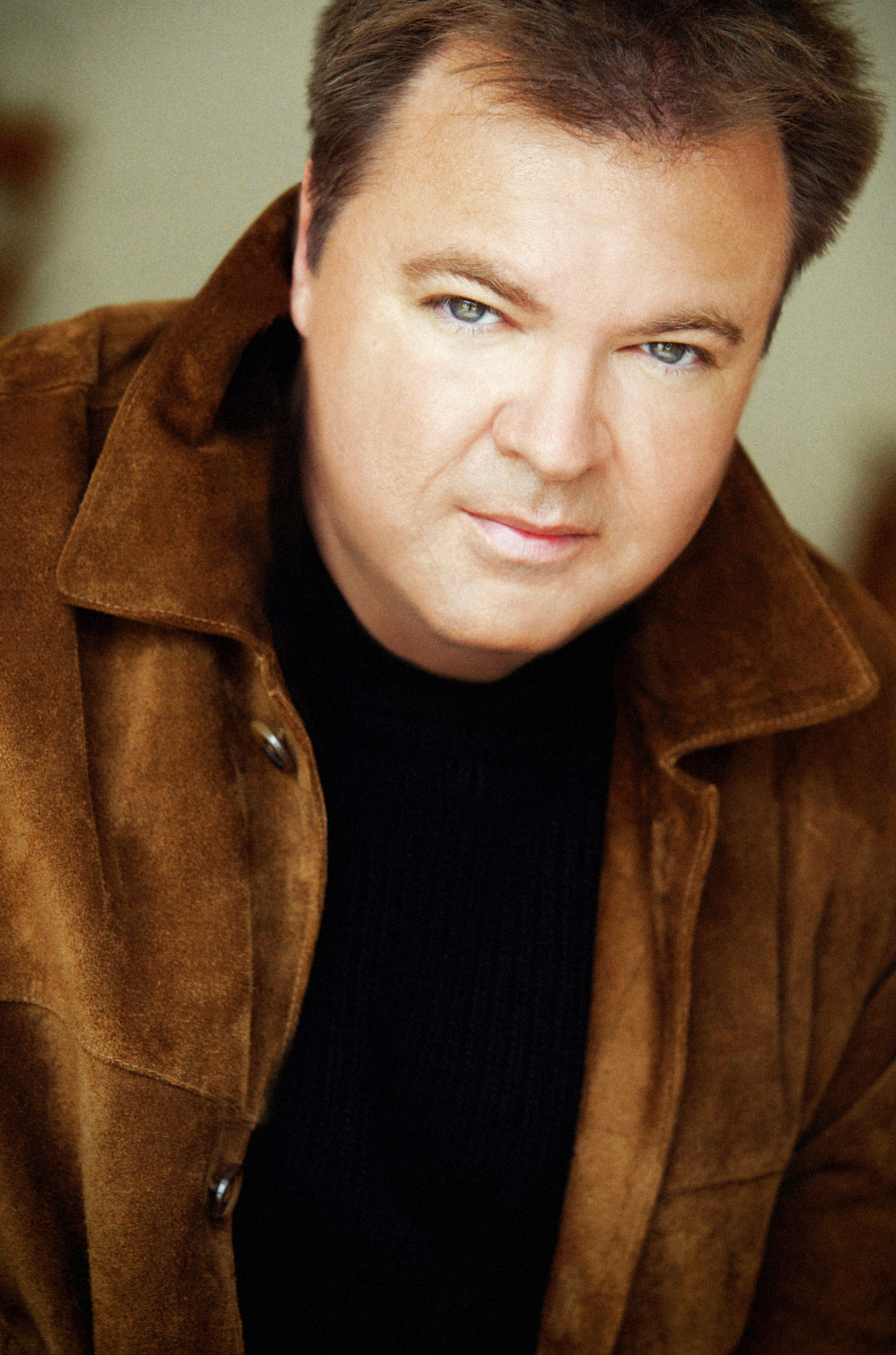
Thomas Greanias (2008)

Thomas Greanias (* 1965 in Illinois) ist ein US-amerikanischer Schriftsteller. Er ist im deutschsprachigen Raum bislang als Autor von Abenteuerromanen mit Science-Fiction-Anteilen bekannt.
Greanias absolvierte die New Trier Highschool in Winnetka (Illinois) im Jahr 1983. Im Jahr 1987 schloss Greanias mit einem Bachelor- und Master-Abschluss in Journalismus die Northwestern University ab. Zu dieser Zeit begann er die Berichterstattung als Korrespondent für die NBC Tochtergesellschaften aus Washington, D.C. Thomas Greanias arbeitete nach seinem Studium als Journalist und Drehbuchautor. Er gründete im Jahr 2000 die Medienfirma @lantis Interactive Inc. mit Sitz in Beverly Hills, deren Geschäftsführer er ist.
Seine drei bisher auf Deutsch erschienenen Bücher bilden eine Reihe und handeln von der Suche nach Atlantis des fiktiven amerikanischen Archäologen Conrad Yates.
Publishers Lunch berichtete am 15. März 2013, dass eine Abteilung innerhalb Google (Niantic Labs) eine umfangreiche Reihe von Büchern in Verbindung mit dem Autor Thomas Greanias und unter der Bezeichnung „Atlantis Mapping Project“ plant. Der erste 150-seitige E-Book-Roman mit dem Titel The Alignment: Ingress wurde am 2. April 2013 im Google Play Store und auf weiteren E-Book Plattformen veröffentlicht.

## Werke
- Stadt unter dem Eis. Heyne, 2009, ISBN 978-3-453-53053-9 (engl. Original: Raising Atlantis, Pocket Star, 2005, ISBN 978-0-7434-9191-4), übersetzt von Regina Schirp
- Die Atlantis-Prophezeiung, Heyne, 2009, ISBN 978-3-453-53087-4 (engl. Original: The Atlantis Prophecy, Pocket Star, 2008, ISBN 978-0-7434-9192-1), übersetzt von Regina Schirp
- The Atlantis Legacy. Gallery Books, 2009, ISBN 978-1-4391-4902-7 (engl., Raising Atlantis und The Atlantis Prophecy in einem Buch)
- Die Atlantis-Offenbarung. Heyne, 2011, ISBN 978-3-453-43594-0 (engl. Original: The Atlantis Revelation, Simon & Schuster, 2009, ISBN 978-1-84739-774-4), übersetzt von Regina Schirp
- The Promised War. Atria Books, 2010, ISBN 978-1-4165-8914-3 (engl.)
- The Cloud War. @lantis Books, 2010, nur als E-Book erschienen (engl.)[5][6]
- The 34th Degree. Atria Books, 2011, ISBN 978-1-4516-1239-4 (engl.)
- The Chiron Confession (Book One of the Dominium Dei Trilogy), @lantis Books, 2012, nur als E-Book erschienen, (engl.)
- Wrath of Rome (Book Two of the Dominium Dei Trilogy), @lantis Books, 2012, nur als E-Book erschienen, (engl.)
- Rule of God (Book Three of the Dominium Dei Trilogy), @lantis Books, 2012, nur als E-Book erschienen, (engl.)
- The Alignment: Ingress, 2013, nur als E-Book erschienen, (engl.)
- Dominium Dei, @lantis Books, 2014, ISBN 978-0-9705650-9-9 (engl.)